# 小行星1429
小行星1429（1429 Pemba）是一颗围绕太阳公转的小行星。1937年7月2日，西里爾·傑克遜在约翰内斯堡发现了此天体。
該小行星以坦尚尼亞奔巴島命名。
这颗小行星的绝对星等为297.8616817656134等。